# Спортивная гимнастика
Спорти́вная гимна́стика — вид спорта, включающий в себя соревнования на гимнастических снарядах, в вольных упражнениях и в опорных прыжках. В современной программе гимнастического многоборья: для женщин — на брусьях разной высоты, бревне, в опорных прыжках, вольных упражнениях; для мужчин — в вольных упражнениях, опорных прыжках, на коне, кольцах, параллельных брусьях и перекладине.

## История спортивной гимнастики

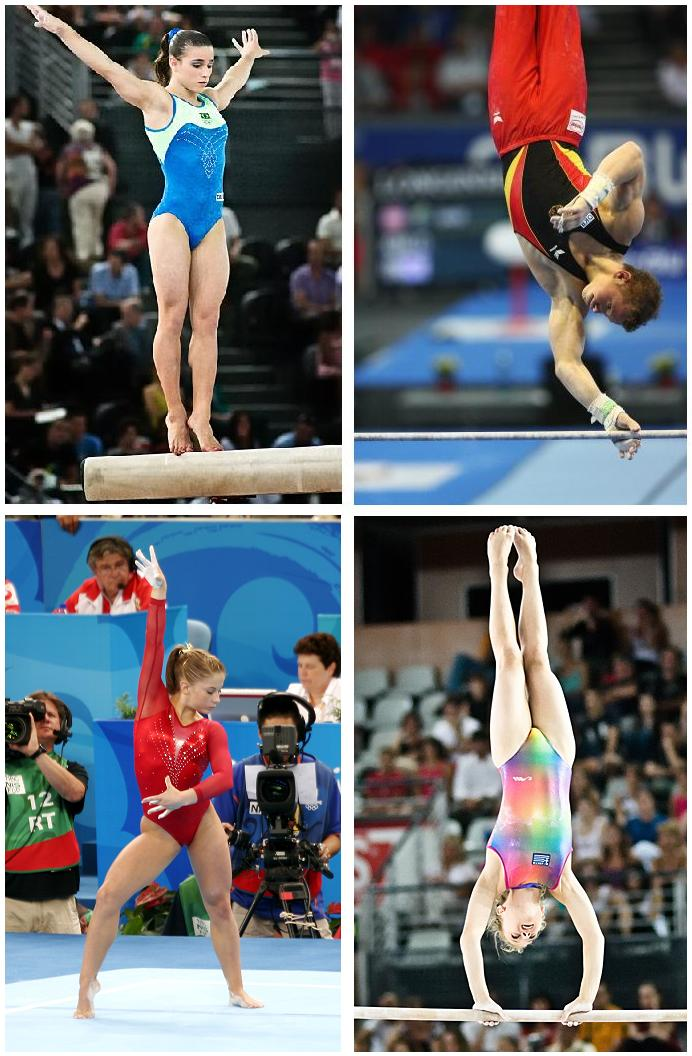
Спортивная гимнастика

Гимнастические упражнения культивировались ещё в Древнем мире. За 4000 лет до нашей эры у многих народов, в частности в Китае, Индии, они применялись в лечебных целях. Так, в китайских книгах тех времен указывается, что в Китае существовала гимнастика, которой занимались дома утром и вечером. Широко известна в настоящее время система гимнастических упражнений, описанная в индийских исторических источниках (памятники, фрески, рисунки). Имеются многочисленные сведения, свидетельствующие, что гимнастические упражнения применялись у всех древних народов: у египтян, персов, ассирийцев, народов Закавказья, римлян. Некоторые гимнастические снаряды, например, конь, существовали ещё в древности. На коне делали гимнастические упражнения, помогающие освоить верховую езду. В древности гимнастика в лечебных целях применялась также в Индии, Китае, но там они превратились в духовные практики, своеобразные языческие религии (например, такие как йога) и поэтому не имели такой массовости, как в Греции и Риме, где гимнастика была просто одним из направлений подготовки воинов.
Термин «гимнастика» впервые появляется у древних греков в период расцвета древнегреческой культуры в VIII веке до н. э. Гимнастические упражнения входили в систему физического воспитания в Древней Греции, служили средством подготовки юношей к участию в Олимпийских играх. Олимпийские игры проводились на протяжении 1168 лет (776 год до н. э. — 392 год н. э.), они включали борьбу, метание копья, диска, прыжки в длину, бег, бой на кулаках, гонки на колесницах. Основной целью этих игр была военная подготовка юношей. Бегали со щитом, прыгали с гантелями, борьба переходила в бокс, а кулачный бой проходил с помощью твёрдых кожаных (не смягчающих) повязок на руку. В 393 году гимнастику запретили, поскольку она продолжала иметь языческую основу и плохо влияла на нравственное воспитание молодёжи.
С конца XVIII — начала XIX веков в западноевропейских и русской системах физического воспитания использовались упражнения на гимнастических снарядах, опорные прыжки. Во второй половине XIX века в ряде стран Западной Европы стали проводиться соревнования по некоторым видам гимнастических упражнений.

## Соревнования по спортивной гимнастике
Олимпийские игры — самый престижный чемпионат по спортивной гимнастике. Чемпионат мира по спортивной гимнастике — ежегодный международный чемпионат, который проводится с 1903 года.

## Спортивная гимнастика в СССР и РФ
Первые состязания в Российской империи состоялись в 1885 году в Москве.
В СССР развитие спортивной гимнастики в 1930-е годы связано с осуществлением Всевобуча. 1-й чемпионат СССР по гимнастическому многоборью состоялся в 1928 году в рамках Всесоюзной спартакиады в Москве; 2-й (с участием женщин) — в 1932. С этого времени чемпионаты проводятся регулярно, с 1939 и по отдельным видам многоборья, с 1936 — всесоюзные соревнования школьников, с 1955 — на Кубок СССР по многоборью.
Становление и развитие спортивной гимнастики связано с именами таких педагогов и тренеров, как В. В. Соколовский, Г. С. Егнатошвили, Б. Н. Астафьев, А. С. Бакрадзе, Л. П. Орлов, Н. Н. Миронов и др., спортсменов М. В. Тышко, Т. А. Демиденко. Е. А. Боковой, Г. Н. Урбанович, Г. В. Рцхиладзе, М. Д. Дмитриева, А. М. Ибадулаева, Н. П. Серого, М. Д. Касьяника, А. И. Джорджадзе, Е. И. Гавриловой, А. П. Колтановского.
В 1937 году советские гимнасты впервые участвовали в международных соревнованиях на 3-й Всемирной рабочей олимпиаде в Антверпене, где стали победителями в мужском и женском командном первенстве. В 1949 году Федерация спортивной гимнастики СССР (основана в начале 1930-х годов как всесоюзная секция) стала членом международной федерации; с 1952 советские гимнасты участвовали в Олимпийских играх, с 1954 — в чемпионатах мира и с 1955 — Европы (европейские первенства для женщин проводятся с 1957).

## В искусстве
- «Гимнасты СССР» (1964—1965) — одна из наиболее известных картин академика Российской академии художеств Дмитрия Жилинского. Изображает советских спортсменов, победителей олимпийских игр, чемпионатов мира и Европы

## Спортивная гимнастика в филателии

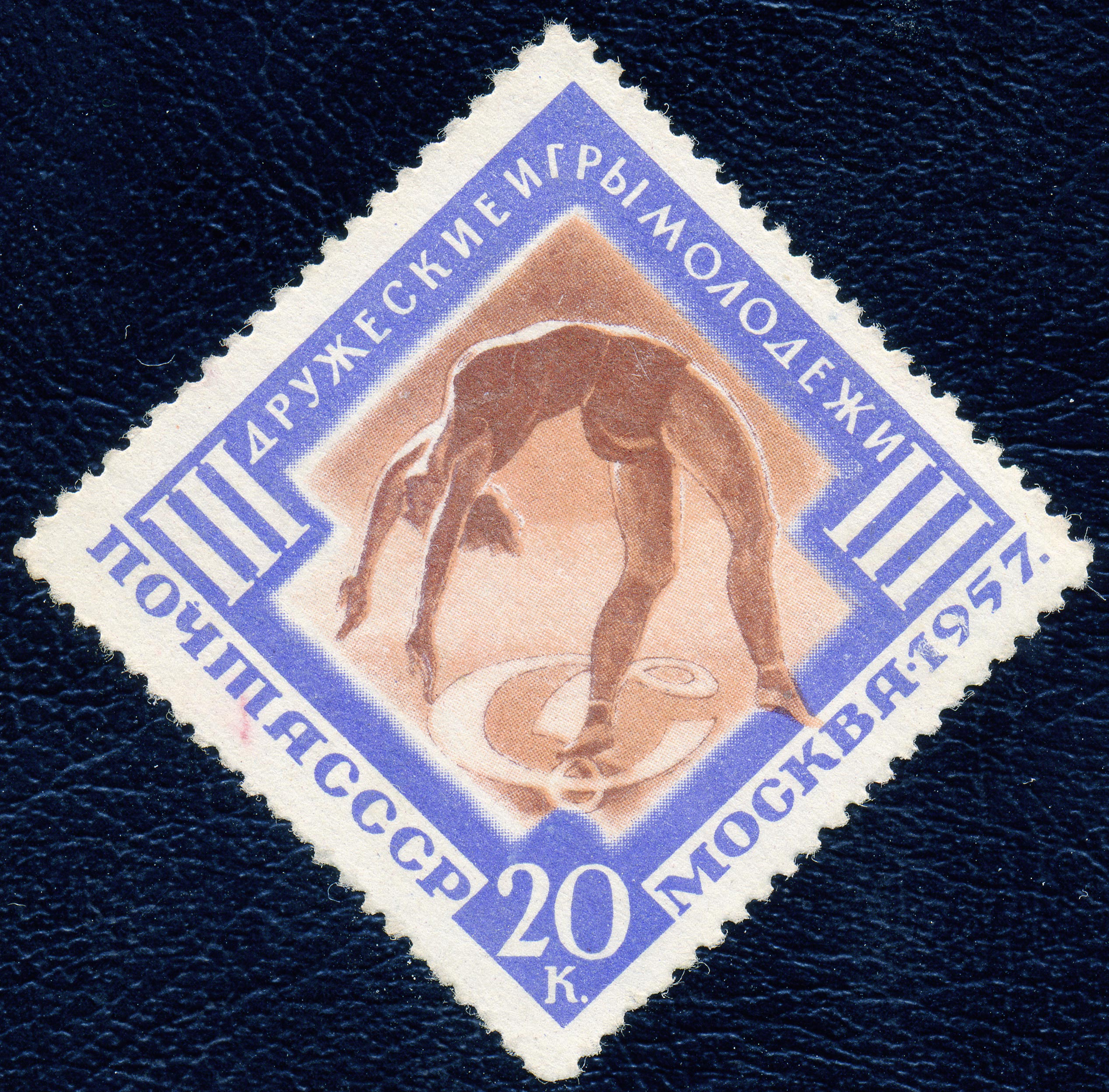
Почтовая марка, 1957 год
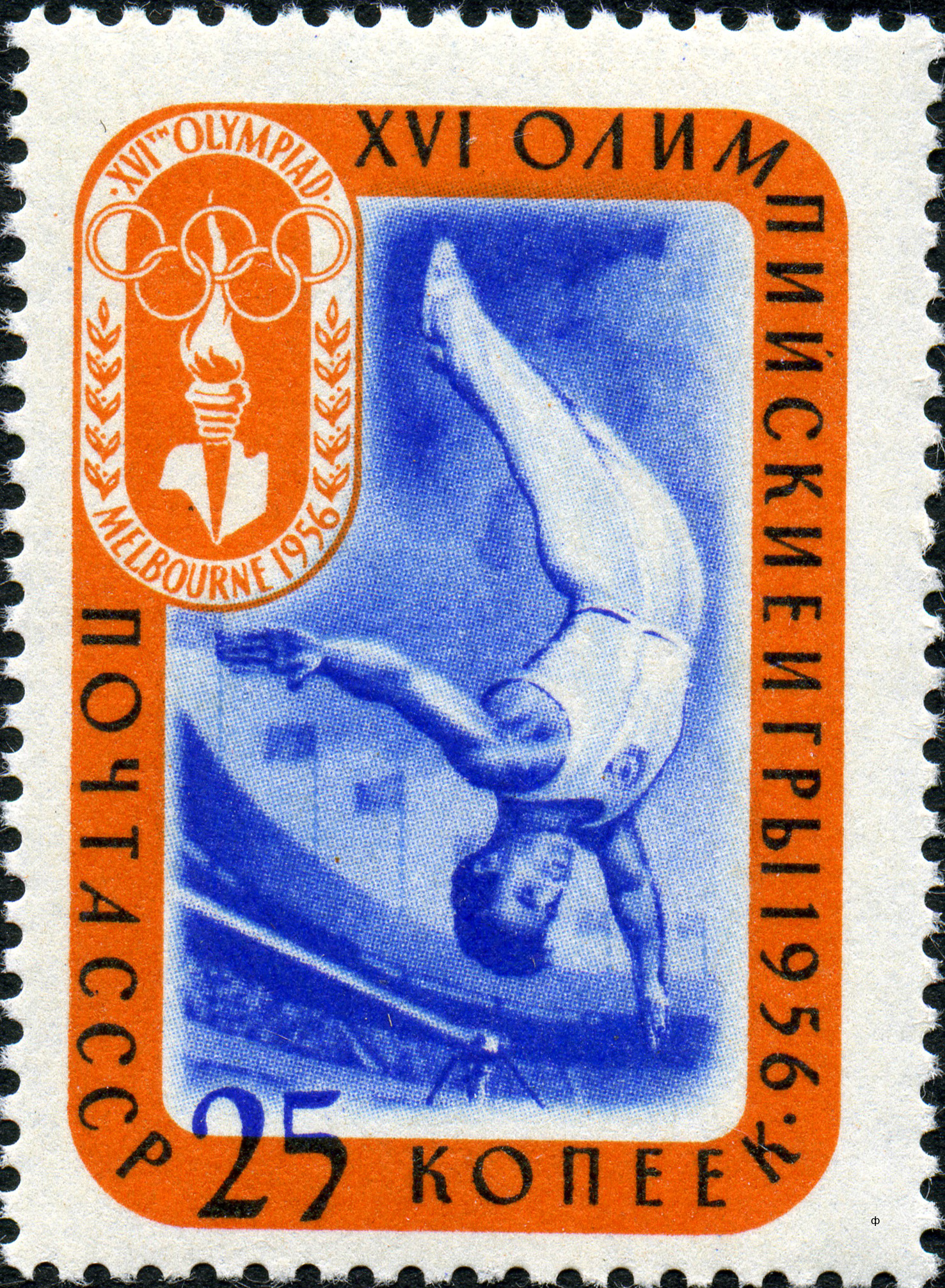
Почтовая марка, 1957 год
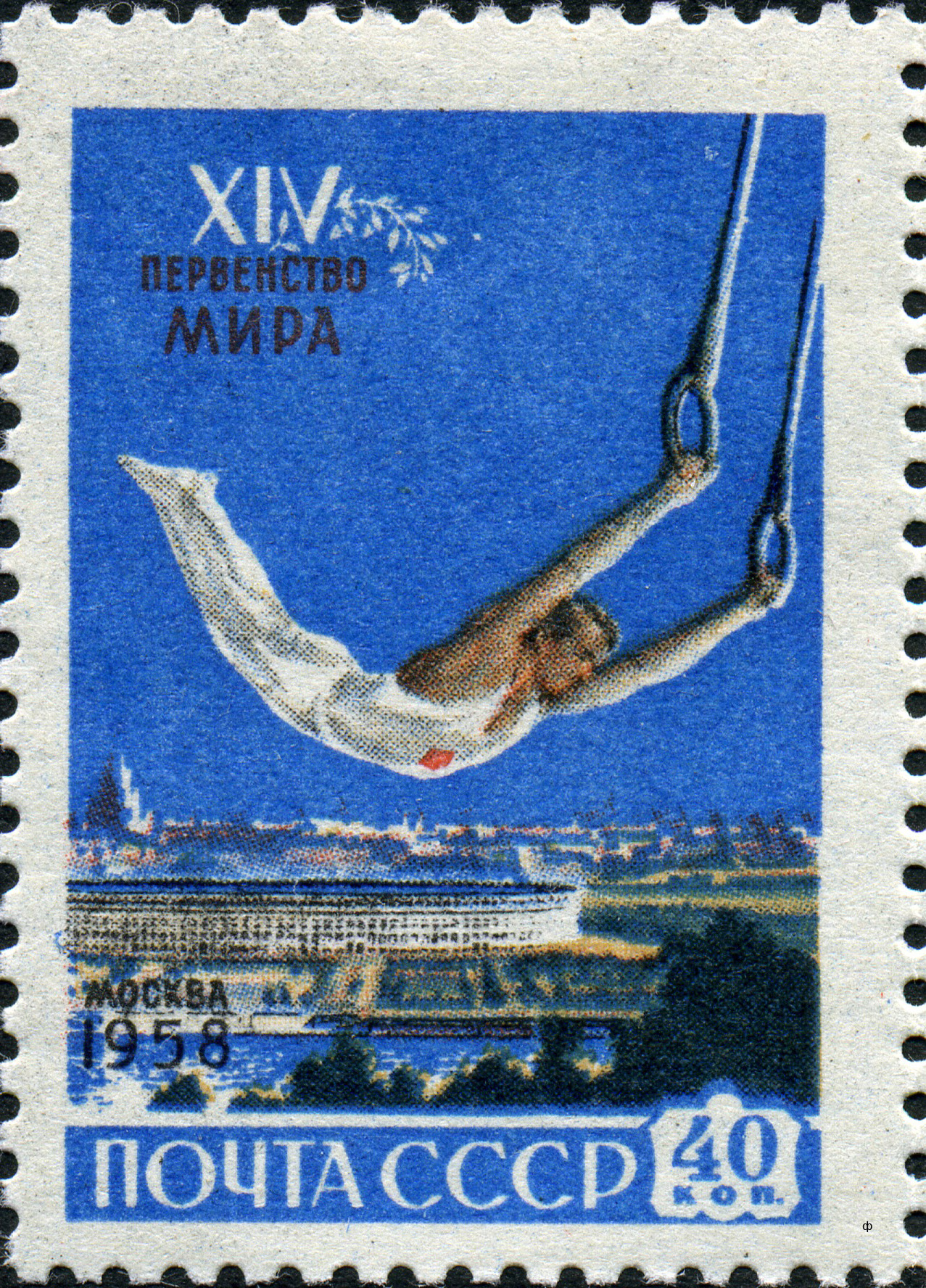
Почтовая марка, посвящённая 14-му чемпионату мира по спортивной гимнастике
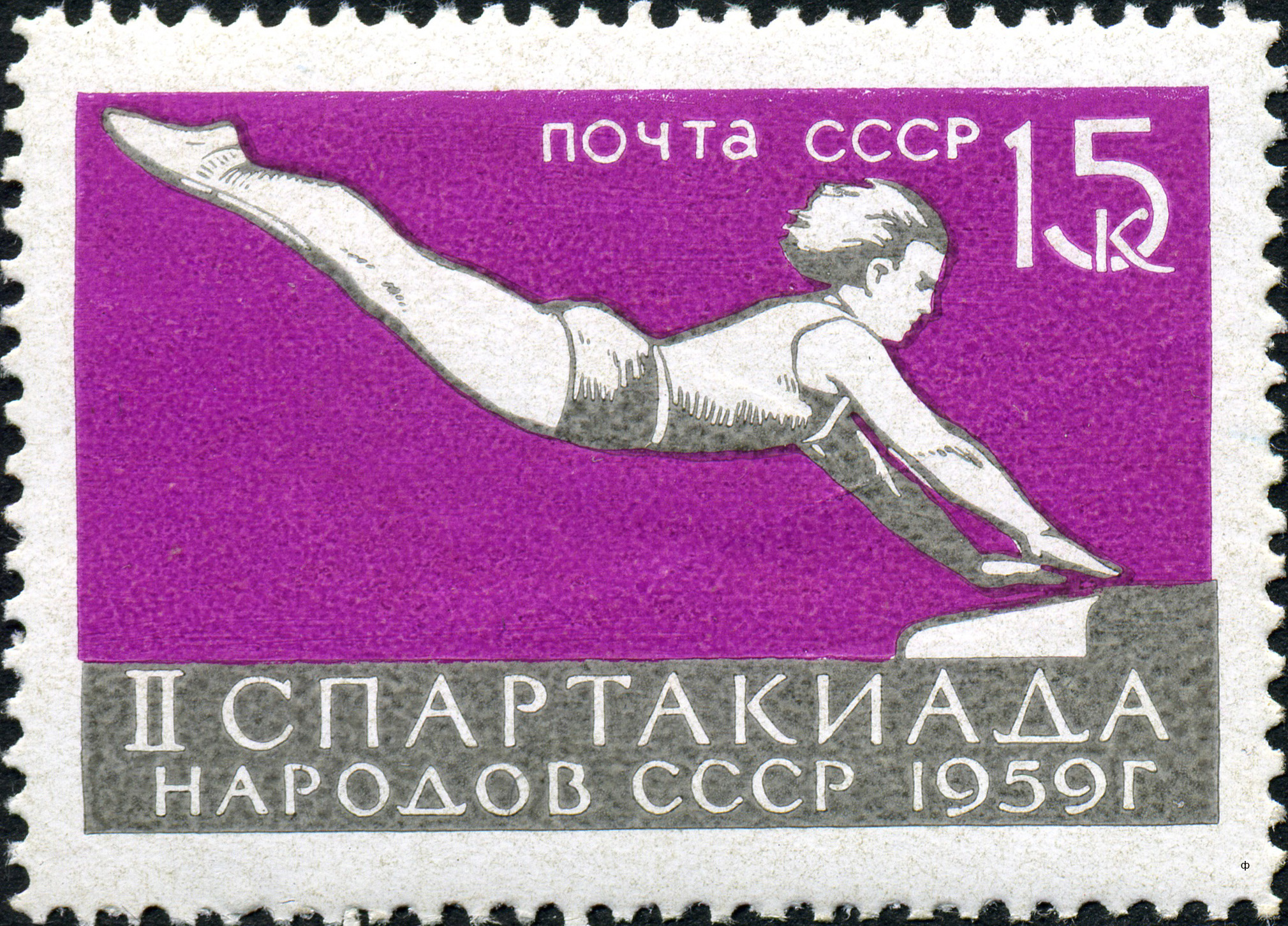
Почтовая марка 1959 год. Опорный прыжок
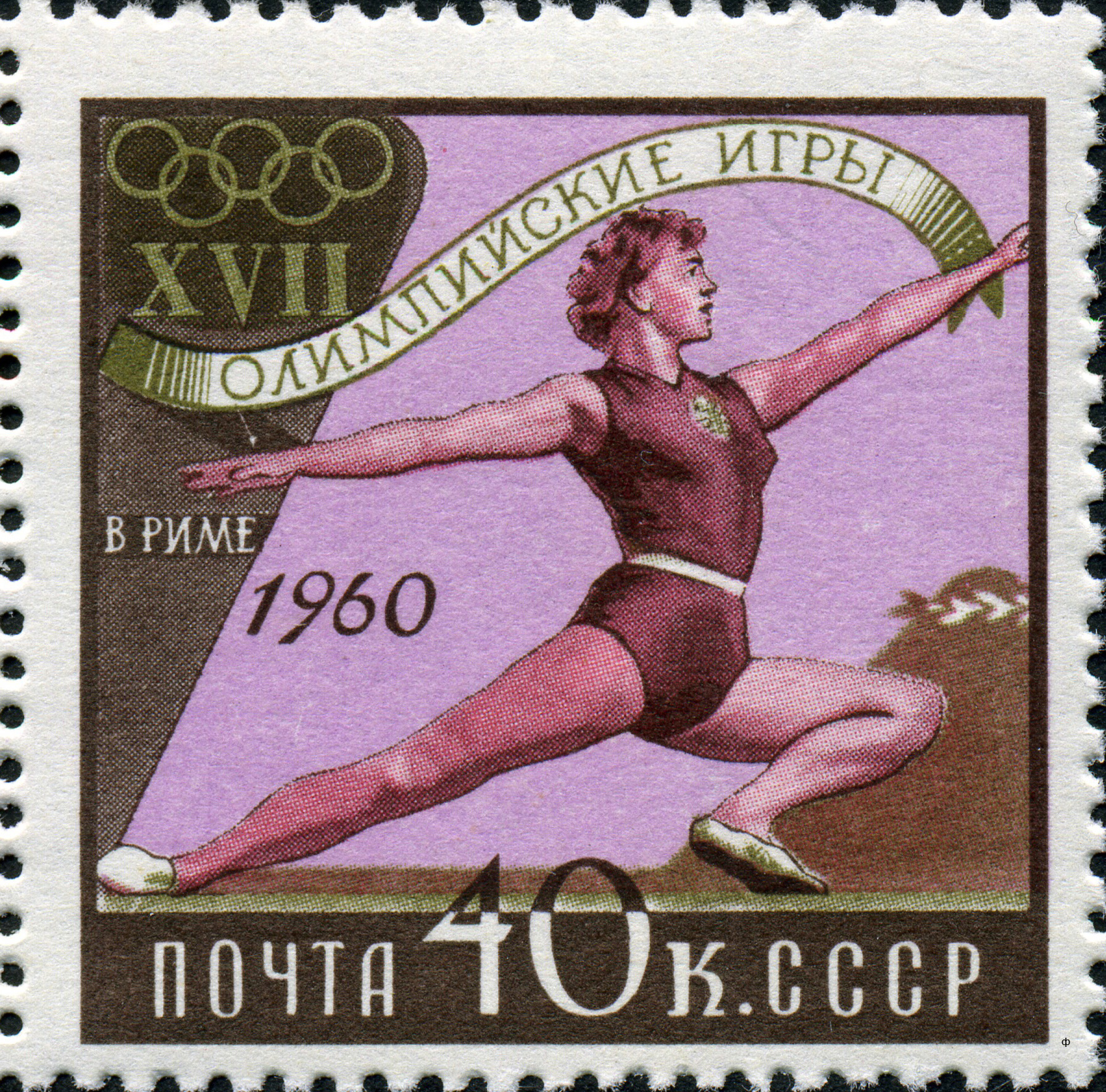
Почтовая марка СССР, 1960 год. Летние Олимпийские игры 1960
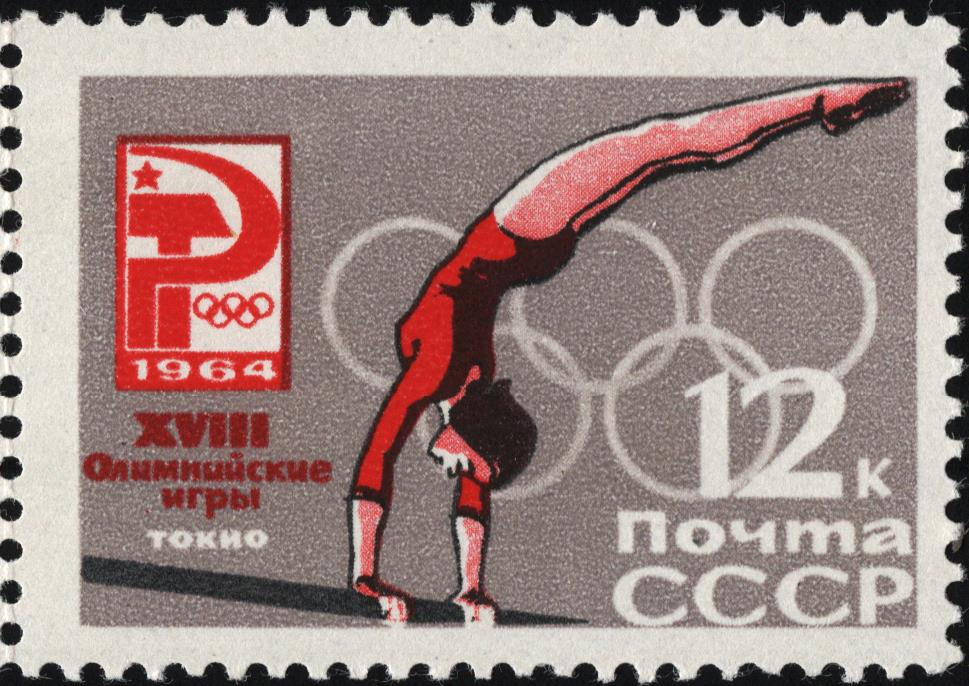
Почтовая марка СССР, 1964 год. Летние Олимпийские игры 1964 года. Упражнение на брусьях
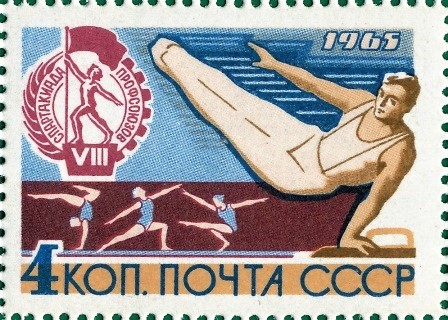
Почтовая марка, 1965 год
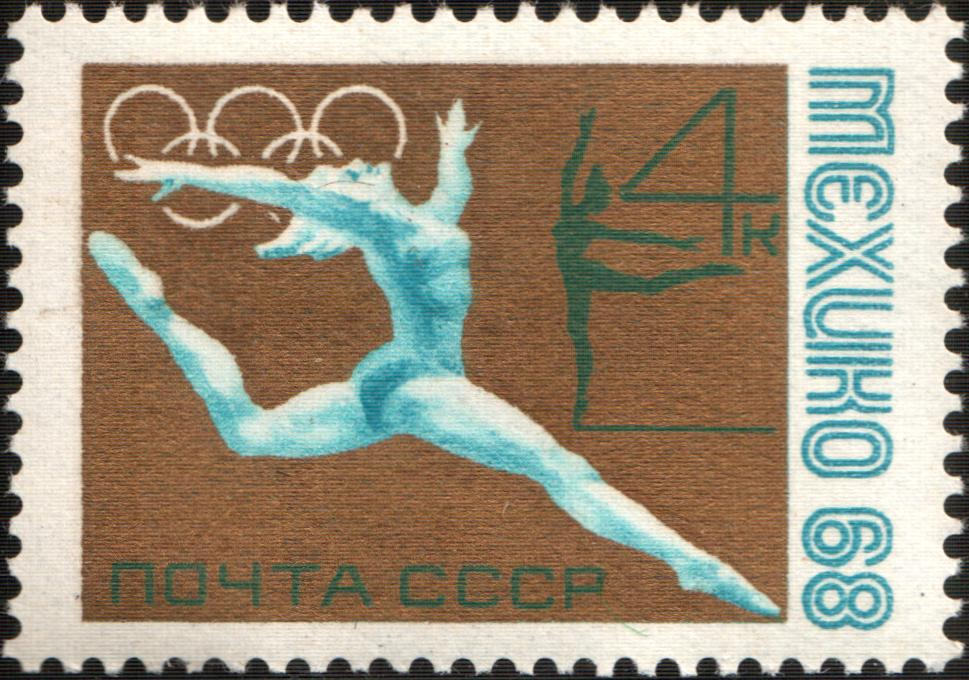
Летние Олимпийские игры 1968. Почтовая марка, 1968 год
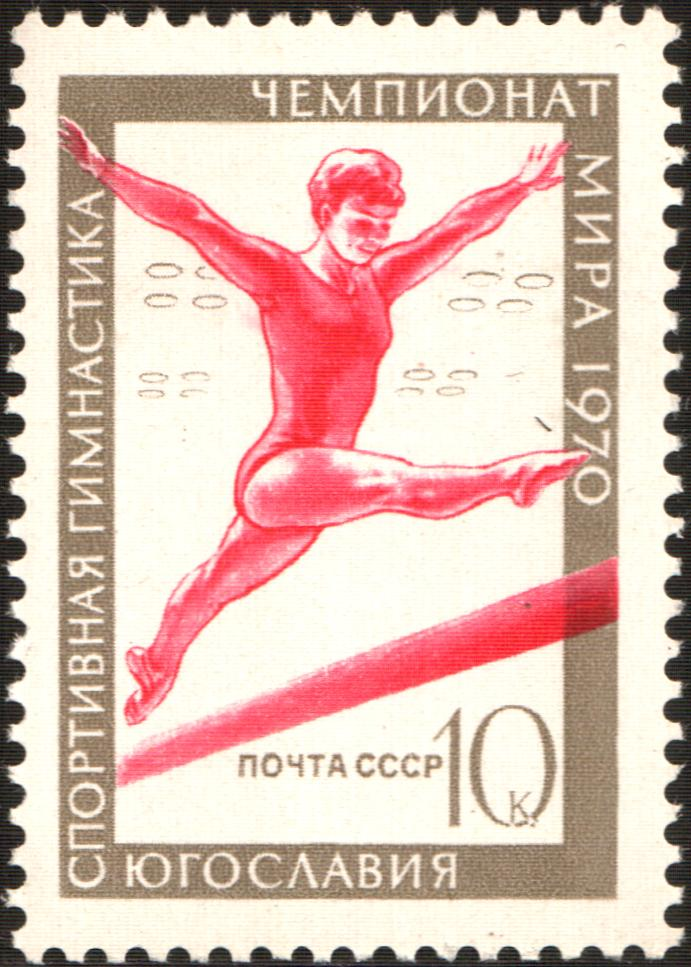
Почтовая марка СССР, 1970 год. Чемпионат мира по спортивной гимнастике
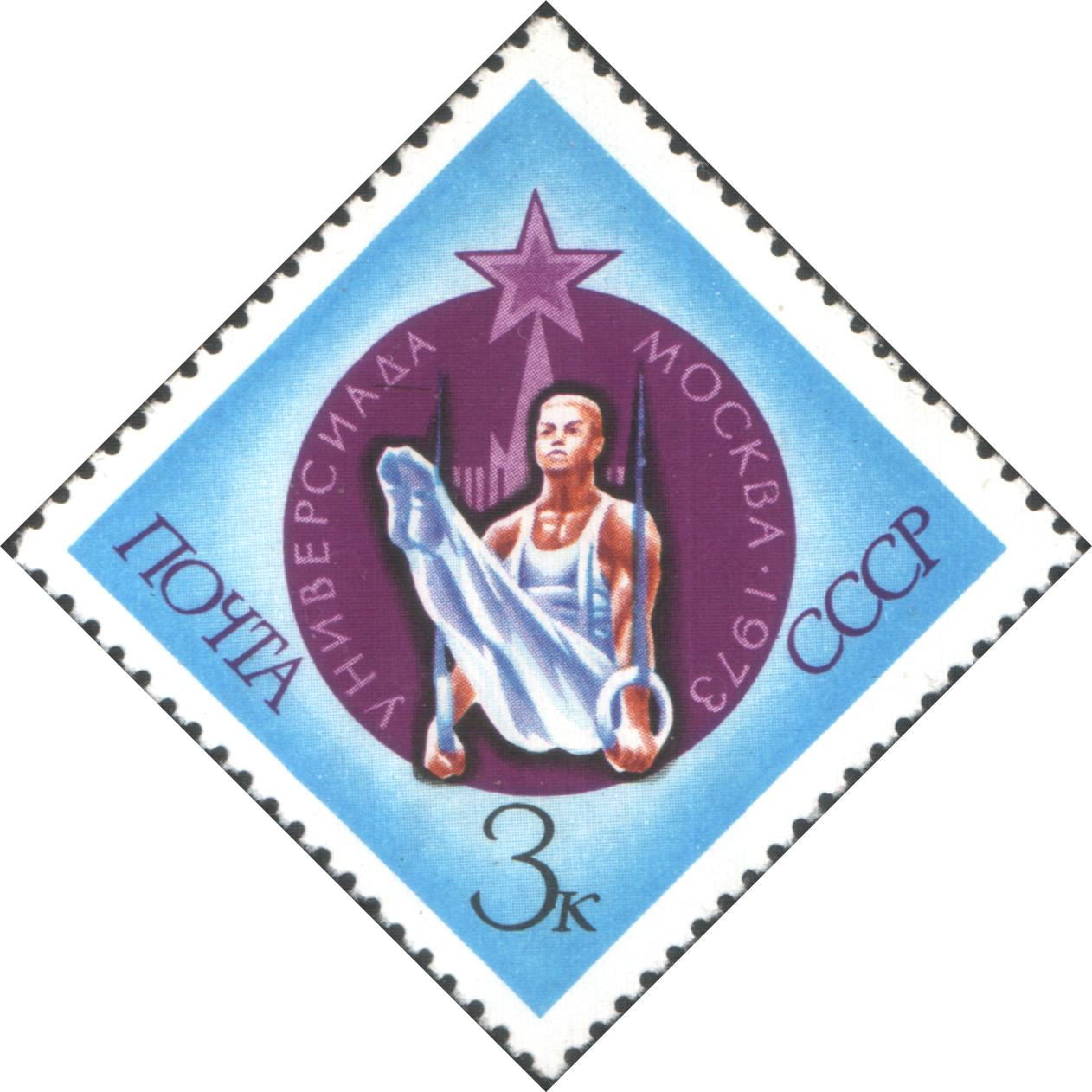
Почтовая марка СССР, 1973 год
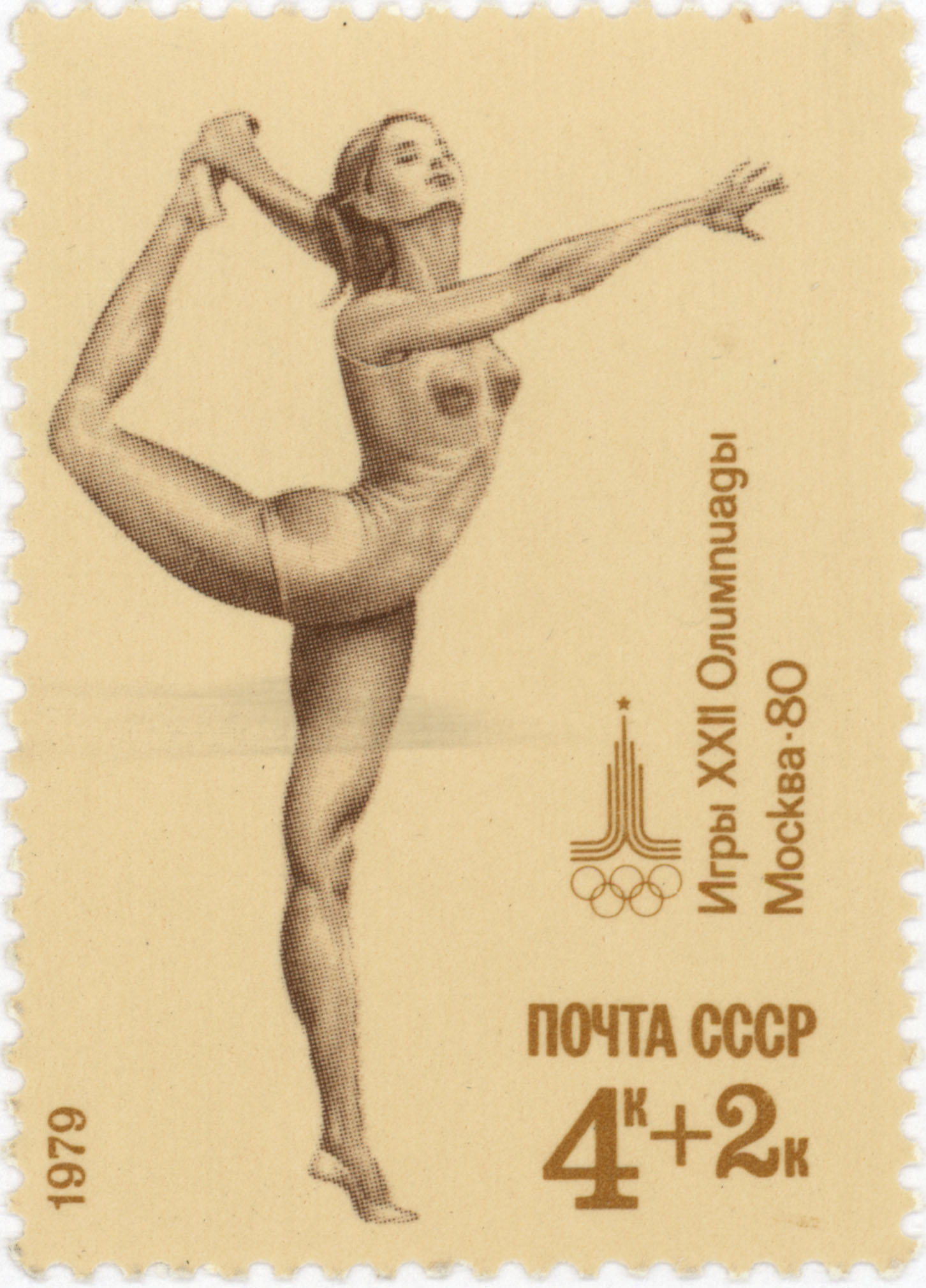
Почтовая марка СССР. 1979. XXII Летние Олимпийские игры. Вольные упражнения